# Byron Schenkman
Pour les articles homonymes, voir Schenkman.
Byron Schenkman (né en 1966) est un claveciniste américain, pianiste, directeur musical et éducateur. Schenkman a enregistré plus de 40 CD et a remporté plusieurs prix et distinctions. Il a cofondé le Seattle Baroque Orchestra et en a été le directeur artistique. Schenkman dirige notamment une série de concerts de musique de chambre baroque et classique, Byron Schenkman & Friends et se produit en tant que soliste récital et concertiste . Il se produit également avec des ensembles de musique de chambre et est professeur et conférencier.

## Premières années
Schenkman grandit dans une famille de musiciens dans une ferme à Lafayette, dans l'Indiana. Il est diplômé du New England Conservatory, où il est l'élève de John Gibbons. Il étudie avec Elisabeth Wright et Edward Auer à la Jacobs School of Music de l'Université d'Indiana et obtient une maîtrise en musique avec distinction en interprétation. En 1990, il obtient un certificat d'interprète en clavecin de la Indiana University School of Music. En 1991, Schenkman est finaliste au concours international Mozart de la Cambridge Society for Early Music.

## Carrière
Au début, Byron Schenkman joue sur clavecin et pianoforte. Il enregistre des dizaines d'albums et fait des apparitions en solo et en concerto dans les Amériques, en Europe et en Asie . En 1999, il reçoit le prix Erwin Bodky du Cambridge Society for Early Music, récompensant "ses réalisations exceptionnelles dans le domaine de la musique ancienne". En 2003, l'enregistrement de Schenkman avec Musica Pacifica, Telemann: Chamber Cantatas & Trio Sonatas, remporte le prix Chamber Music America / WQXR Record,. En 2004, Schenkman reçoit une bourse de voyage Partenaires des Amériques qui lui permet de se produire et d’enseigner au Chili. En 2006, Schenkman est élu "Meilleur instrumentiste classique" par les lecteurs du journal Seattle Weekly. En 2007, il figure dans le Portfolio musical du Seattle Magazine, affirmant qu' « il donne une sonorité de musique vieille de 300 ans ».
Schenkman travaille avec la violoniste baroque Ingrid Matthews. En 1994, ils co-fondent le Seattle Baroque Orchestra, dont Schenkman est directeur artistique de 1994 à 2004 et codirecteur de 2010 à 2013. En 2014, Schenkman et Matthews reçoivent le prix de l'entrepreneur du mois de l'école de musique Jacobs de l'Université de l'Indiana. Il se produit également avec divers ensembles de chambre et fait des tournées internationales avec ses contemporains. Il se produit comme artiste invité avec des ensembles de musique de chambre en Amérique du Nord. Ses performances en direct au Boston Early Music Festival ont été comparés à ceux de Vladimir Horowitz et Jimi Hendrix,. Il est qualifié dans The Boston Globe comme « un instrumentiste superbe et imaginatif ».
Schenkman donne son premier récital de piano moderne à Town Hall, à Seattle, en 2001, et depuis joue et enregistre activement au piano et au clavecin modernes. Son début de récital à New York au piano moderne remonte à 2009,. Le jeu de Schenkman est décrit comme "éblouissant" dans American Record Guide et répertorié dans le Chicago Tribune comme un enregistrement favori de 2000, pour « des performances stylées et vivifiantes ». Il  publie The Art of the Harpsichord en 2017, qui est salué par la critique, mettant en vedette huit différents clavecins historiques du Musée national de la musique.
En 2013, Schenkman forme Byron Schenkman and Friends. En 2017, Schenkman crée un nouveau label appelé Byron Schenkman & Friends. En 2018, le nom de l'étiquette d'enregistrement a été changé pour BS & F Recordings.
Schenkman enseigne l'histoire de la musique à 'Université de Seattle, où il est membre de la faculté des beaux-arts du College of Arts and Sciences. Il est membre de la faculté de musique ancienne du Cornish College of Arts, à Seattle, où il enseigne l'histoire du clavecin, du piano et de la musique de 2005 à 2017. En 2012, Schenkman est professeur invité de pianoforte et de clavecin à la Indiana University Jacobs School of Music. Schenkman donne des cours de maître sur la performance du XVIIIe siècle, des récitals de conférence informels et des discussions avant le concert. Il enseigne également des cours de maître de clavecin, organise des résidences artistiques et enseigne l'histoire de la musique dans des festivals de musique et dans des universités. Schenkman est régulièrement invité de la station de radio 98.1, Classical KING-FM.
Son clavecin principal a été construit par Craig Tomlinson en 2013,.

## Discographie

### Enregistrements solo
- Johann Kaspar Kerll: Suites de clavier et Toccata - FOCUS, 1996 ASIN: B000004A7B
- Le Manuscrit Bauyn: Musique de clavecin français du XVIIe siècle - WILDBOAR [WLBR 9603], 1996
- Jean-Henry D Anglebert - Centaur Records, 1997 [CRC 2435]
- George Frideric Handel: Variations de clavecin - Centaur Records, 1997 [CRC 2436]
- Louis Couperin: Musique de clavecin - Centaur Records, 2001 [CRC 2608]
- The Fitzwilliam Virginal Book - avec Maxine Eilander, harpe, Centaur Records, 2001 [CRC 2638]
- Jacques Duphly. Deuxième livre de pièces de Clavecin - Archives Centaur, 2002 [CRC 2714]
- Joseph Haydn: Sonates pour clavecin - Centaur Records, 2002 [CRC 2733]
- Joseph Haydn: Six Sonates et un Adagio avec Katie Wolfe, violon, - Centaur Records, 2005 [CRC 2733] [CRC 2806]
- Muzio Clementi - Centaur Records, 2009 [CRC 3078]
- L'art du clavecin - Byron Schenkman & Friends, 2017 ASIN: B074CPHTTY
- Sonates de Domenico Scarlatti - Enregistrements BS & F, 2018 ASIN: B07DP5Y3GS

### Enregistrements collaboratifs
- Joseph Bodin de Boismortier: Sonates pour flûte et clavecin, op. 91 - American Baroque, Stephen Schultz, flûte baroque; Byron Schenkman, clavecin, Naxos Records [n ° de catalogue 8.553414], 1995
- Mozart à Mannheim - ensemble Zéphyr; Courtney Westcott, flûte; Ingrid Matthews, violon; Shelley Taylor, violoncelle; Byron Schenkman, clavecin et pianoforte; Dana Maiben, alto; FOCUS [# 945], 1995
- dans Stil Moderno - Ingrid Matthews, violon; Byron Schenkman, clavecin, WILDBOAR [WLBR 9512], 1995
- Elizabeth Jacquet de la guerre: Sonates pour le Viollon 1707 - Ingrid Matthews, violon; Byron Schenkman, clavecin; Margriet Tindemans, viole de gambe, WILDBOAR [WLBR 9601], 1995
- Jean-Fery Rebel: Sonates pour le violon - Ingrid Matthews, violon; Byron Schenkman, clavecin; Margriet Tindemans, viole de gambe, WILDBOAR [WLBR 9602], 1995
- Georg Frideric Handel: Le Fiamme - Byron Schenkman, clavecin; Ellen Hargis, soprano, WILDBOAR [WLBR 9604], 1996
- Andrea Falconieri - Ingrid Matthews et Scott Metcalf, violons; Emily Walhout, viole de gambe; Byron Schenkman, clavecin, WILDBOAR [WLBR 9605], 1996
- Marin Marais: Suites en trio, Pièces de Violes, 4ème Livre - Recréation musicale, Byron Schenkman, clavecin, Centaur Records [CRC2334], 1997
- Marin Marais: Pièces en trio - Musica Pacifica, Virgin Veritas [ZDMB 7243], : 1997
- JS Bach: Concertos pour clavecin - Byron Schenkman, clavecin; Ingrid Matthews, violon, Centaur Records [CRC 2497], 1998
- Il Giardino Corrupto - Scott Metcalfe & Ingrid Matthews, violons baroques; Emily Walhout, viole de gambe; Byron Schenkman, clavecin, WILDBOAR [WLBR 9903], 1999
- Antonio Vivaldi: Concertos pour basson - Ingrid Matthews, violon; Byron Schenkman, clavecin; Michael McCraw, basson, Centaur Records [2538], 1999
- Canzoni da Sonar - Ingrid Matthews, violon baroque; Byron Schenkman, clavecin, Centaur Records [CRC 2529], : Mars 2000
- Francesco Guerini: Sonates pour violoncelle - Sarah Freiberg, violoncelle baroque; Byron Schenkman, clavecin et pianoforte, Centaur Records [2534], 2000
- Alessandro Scarlatti: Concerti Da Camera - Musica Pacifica, Judith Linsenberg, flûtes à bec, Elizabeth Blumenstock, violon, Ingrid Matthews, violon; George Thomson, alto; Claire Garabedian, violoncelle; Michael Eagan, flûte; Byron Schenkman, clavecin, DORIAN [DOR 93192], date de sortie: 01/11/2000
- Sprezzatura: Musique virtuose du 17e siècle en Italie - Ensemble: La Luna, Ingrid Matthews et Scott Metcalf, violons; Emily Walhout, viole de gambe; Byron Schenkman, clavecin, DORIAN (DOR # 93200) 2001
- Georg Philipp Telemann: Cantates de chambre et sonates en trio - Ensemble Musica Pacifica, Judith Linsenberg, flûte à bec; Christine Brandes, Elizabeth Blumenstock, violon; Byron Schenkman, clavecin, DORIAN [DOR-93239]; 2001
- Heinrich Biber: Sonates pour cordes - Byron Schenkman, clavecin; Ingrid Matthews, violon; David Greenberg, violon, Centaur Records [CRC 2615], 2001
- Alessandro Scarlatti: Agar et Ismaele Esiliati [L'exil de Hagar et Ismaël] - Ingrid Matthews, violon; Byron Schenkman, clavecin; avec Karina Gauvin, Nathaniel Watson, Melissa Fogarty, Jennifer Lane, Centaur Records [CRC 2664], enregistrement: novembre 2001
- Musique de JS Bach: Sonate en ré majeur, BWV 1028 - Emily Walhout, viole de gambe; Byron Schenkman, clavecin, Centaur Records [CRC 2715], 2002
- JC Bach: Sonates pour Fortepiano et Flûte - Byron Schenkman, Pianoforte; Courtney Westcott, flûte; Enregistrements LOFT [LRCD 1045], 2003
- Wind and Wire: Musique du XVIIIe siècle en Écosse - Chris Norman, flûtes baroques; Byron Schenkman, clavecin, médium de buis (824594005223) [BOX 903], 2003
- Le Canon de Pachelbel et d'autres favoris baroques - Byron Schenkman, clavecin; Ingrid Matthews, violon, enregistrements LOFT [LRCD 1019], 2003
- JS Bach: Six sonates pour violon et clavecin - Ingrid Matthews, violon baroque; Byron Schenkman, clavecin; Publication indépendante, 2007, ASIN: B00125WBUY, ensemble de 2 CD
- Mozart: Trios pour piano - Byron Schenkman, piano; Gabriela Diaz, violon; Alexei Yupanqui Gonzales, violoncelle, Centaur Records [CRC 3031], 2008
- Russian Dreams - Byron Schenkman, piano; Masha Lankovsky, violon, Centaur Records [CRC 3352] 2014
- Vivaldi: œuvres de chambre - Byron Schenkman, clavecin; Ingrid Matthews, violon; Nathan Whittaker, violoncelle; John Lenti, théorbe; Tekla Cunningham, violon, Centaur Records [CRC 3307] 2014
- Beethoven alla Britannia - Byron Schenkman, piano; Ingrid Matthews, violon; Nathan Whittaker, violoncelle; Linda Tsatsanis, soprano, Centaur Records [CRC 3497] 2016
- Britten et poires: Cantiques - Byron Schenkman, piano; Zach Finkelstein, ténor; Vicki St. Pierre, contralto; Alexander Hajek, baryton; Jeffrey Fair, cor; Valerie Muzzolini Gordon, harpe, Scribe Records, [SRCD9] 2017
- Musique de chambre de Clara Schumann - Byron Schenkman, piano; Jesse Irons, violon; Kate Bennett Wadsworth, violoncelle, BS & F Recordings (888295931601), 2019

### Albums disponibles en téléchargement MP3 uniquement
- Méditation : musique baroque pour la détente - Artistes variés, Centaur Records, 2010
- Album d'exercices JS Bach - Artistes variés, Centaur Records, 2013